# Takahiro Miura
Takahiro Miura (三浦 貴博?, Miura Takahiro; 5 giugno 1975) è un animatore e regista giapponese.

## Filmografia

### Film
- Kara no kyōkai dai-rokushō: Bōkyaku rokuon (2008)

### Serie animate
- Fate/stay night: Unlimited Blade Works (2014-2015)